# Steininger
Steininger ist ein deutscher Familienname.

## Namensträger
- Andreas Steininger (Heimatforscher) (1895–1939), deutscher Heimatforscher
- Andreas Steininger (Autor) (* 1966), österreichischer Autor
- Andreas Steininger (Fußballspieler) (* 1975), österreichischer Fußballspieler
- Anne-Lou Steininger (* 1963), Schweizer Schriftstellerin
- Anton Steininger (1898–1968), österreichischer Schriftsteller
- August Steininger (1873–1963), österreichischer Maler, Grafiker und Radierer
- Augustin Steininger (1794–1875), österreichischer Zisterzienserabt
- Benjamin Steininger (* 1974), deutscher Kultur- und Medienwissenschaftler
- Christian Steininger (* 1972), österreichischer Kommunikationswissenschaftler
- Daniel Steininger (* 1995), deutscher Fußballspieler
- Emil Maria Steininger (1861–1912), österreichischer Schriftsteller und Kulturkritiker
- Elise Steininger (1854–1927), österreichische Radsportlerin
- Erhard Steininger, österreichischer Waffenlobyist
- Ernst Steininger (* 1960), österreichischer Wirtschaftspolitiker
- Eva Steininger-Bludau (1951–2022), deutsche Politikerin (SPD), MdL
- Florian Steininger (* 1974), österreichischer Kunsthistoriker und Kurator
- Franz Steininger (Theologe) (1739–1805), österreichischer katholischer Theologe
- Franz Steininger (Komponist) (1906–1974), österreichischer Filmkomponist
- Franz Steininger (Politiker) (1922–1991), österreichischer Politiker (SPÖ)
- Franz-Josef Steininger (* 1960), deutscher Fußballspieler
- Fritz F. Steininger (* 1939), österreichischer Geologe und Paläontologe
- Fritz H. Steininger, deutscher Paläontologe
- Günter Steininger (* 1974), österreichischer Fußballspieler
- Hans Steininger (Botaniker) (1858–1891), österreichischer Botaniker und Lehrer
- Hans Steininger (Sinologe) (1920–1990), deutscher Sinologe und Hochschullehrer
- Hans Steininger (Künstler) (1938–2000), österreichischer Maler
- Herbert Steininger (Philosoph) (1927–2013), deutscher Philosoph
- Herbert Steininger (1933–2005), österreichischer Jurist
- Hermann Steininger (* 1940), österreichischer Bibliothekar und Volkskundler
- Ingrid Steininger (1940–1998), österreichische Keramikerin, Plastikerin und Grafikerin
- Johann Nepomuk Steininger (auch Hans Steininger; 1856–1891), österreichischer Lehrer und Botaniker
- Johannes Steininger (Künstler) (* 1977), österreichischer Objektkünstler
- Johannes Steininger (Geologe) (1794–1874), deutscher Gymnasiallehrer und Geologe
- Josef Steininger (Orgelbauer) (1848–1921), österreichischer Orgelbauer
- Josef Steininger (Publizist) (1830–1899), österreichischer Publizist, Agitator und Landwirt
- Josef Steininger (Priester) (1886–1965), deutscher katholischer Priester und Direktor der Associationsanstalt Schönbrunn
- Joseph Steininger (1858–1931), deutscher Mühlenbesitzer und Politiker, MdR
- Karl von Steininger (Offizier) (1772–1841), österreichischer Offizier
- Karl von Steininger (General, 1804) (1804–1867), österreichischer Feldzeugmeister
- Karl von Steininger (General, 1847) (1847–1929), österreichischer General der Infanterie
- Karl Steininger (Politiker) (1864–1947), deutscher Politiker
- Karl Steininger (Trompeter) (* 1956), österreichischer Trompeter und Hochschullehrer
- Karl W. Steininger (* 1965), österreichischer Wirtschaftswissenschaftler, Klimaforscher und Hochschullehrer
- Ludwig Steininger (1890–1979), deutscher Maler
- René Steininger (* 1970), österreichischer Dichter
- Ricarda Steininger (* 1978), deutsche Fußballspielerin
- Richard Maria Steininger (1792–1861), deutscher Theologe, Domherr in Trier
- Rolf Steininger (* 1942), deutscher Historiker
- Rudolf Steininger (Kriegsdienstverweigerer) (1894–1939), österreichischer Zeuge Jehovas und Kriegsdienstverweigerer (hingerichtet)
- Rudolf Steininger (Flugzeugbauer) (1900–nach 1944), deutscher Ingenieur und Flugzeugbauer
- Thomas Steininger (1817–1872), österreichischer Gerichtsschreiber, Sekretär, Sparkassendirektor und Reichsratsabgeordneter
- Volkmar Steininger (* 1970), deutscher Autor
- Werner Steininger (* 1949), Schweizer Bergführer, Kunstmaler und Malpädagoge
- Wolf Steininger (1907–1999), deutscher Politiker (CSU), Oberbürgermeister von Amberg